# USS Langley (CVL-27)
«Ленглі» (англ. USS Langley (CVL-27)) — легкий авіаносець США типу «Індепенденс».

## Історія створення
Закладений 11 квітня 1942 року як крейсер типу «Клівленд» (англ. «Cleveland») під назвою «Фарго» (англ. «Fargo» (CL-85)). Спущений на воду 22 травня 1943 року. 31 березня 1942 року перезамовлений як авіаносець, 31 листопада 1942 року перейменований на «Кроун Поінт» (англ. Crown Point), 15 травня 1943 року перейменований на «Ленглі». Вступив у стрій 31 серпня 1943 року.

## Історія служби

### Друга світова війна
«Ленглі» увійшов до складу 5-го флоту 19 січня 1944 року (авіагрупа CVGL-32). Брав участь у забезпеченні висадки на Маршаллові острови (29.01—26.02.1944), ударах по японських базах на островах Палау (30.03—01.04.1944), прикритті десантів на острови Нової Гвінеї (21—29.04.1944), рейді на Трук (29—30.04.1944), десантних операціях (11—23.06.1944; 04—05.07.1944; 21.07—05.08.1944) та битві у Філіппінському морі (19 — 20.6.1944).
Прикривав висадку на Західні Каролінські острови (28.08 — 24.09.1944).
6 жовтня 1944 року «Ленглі» прийняв авіагрупу CVGL-44. Атакував японські аеродроми на островах Рюкю, Формоза та Лусон (10—19.10.1944).
Забезпечував десант в затоці Лейте (20.10 — 27.11.1977). 25 жовтня 1944 року в ході битви в затоці Лейте літаки «Ленглі» взяли участь у потопленні японського авіаносця «Дзуйхо».
Атакував аеродроми на острові Лусон (11—18.12.1944), японські бази на островах Формоза, Рюкю, Лусон, в Індокитаї та Гонконгу (30.12.1944 — 22.01.1945).
21 січня 1945 року «Ленглі» був легко пошкоджений влучанням 50- чи 100-кг бомби, яка зробила пробоїну в носовій частині політної палуби. Втрати екіпажу становили 3 особи вбитими та 11 пораненими.
6 лютого 1945 року «Ленглі» прийняв авіагрупу CVGL-23. Брав участь в ударах по Токіо, Йокогамі, десантній операції на Іодзімі (11.02 — 02.03.1945), другому рейді на Токіо та військово-морську базу Куре (14—19.03.1945), атаках японських аеродромів на островах Окінава, Рюкю та Кюсю (23—31.03.1945).
Забезпечував дії десанту на Окінаву (01.04 — 14.05.1945), після чого вирушив до США для ремонту. 16 серпня 1945 року вирушив до берегів Японії, але вже не встиг взяти участь у бойових діях.
За час війни винищувачі «Ленглі» збили 119 японських літаків.

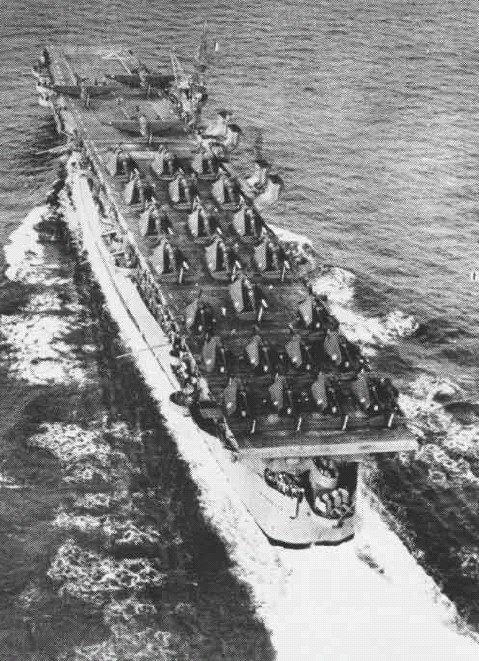
«Лафаєт» у 1951 році

### Післявоєнна служба
11 лютого 1947 року «Ленглі» був виведений у резерв. У червні 1951 року переданий в оренду Франції в рамках програми військової взаємодопомоги MDAP (англ. Mutual Defense Assistance Act), де перейменований на «Лафаєт» (фр. La Fayette) та отримав бортовий номер R 96.
У березні 1963 року повернений США і наступного року зданий на злам.